# Linda Nwakalor
Linda Nkiruka Nwakalor (Lecco, 17 settembre 2002) è una pallavolista italiana, centrale della Savino Del Bene.

## Biografia
Di origini nigeriane, è sorella di Sylvia Nwakalor, anch'ella pallavolista.

## Carriera

### Club
La carriera di Linda Nwakalor inizia nell'Olginate. Nella stagione 2016-17 viene ingaggiata dal Volleyrò, in Serie B1, dove resta per due annate. Nella stagione 2018-19 entra a far parte della squadra federale del Club Italia, con cui esordisce in Serie A1, mentre, nelle due annate successive, sempre con lo stesso team, gioca in Serie A2.
Nella stagione 2021-22 veste la maglia della Wealth Planet Perugia, in Serie A1; milita nella stessa categoria anche nella stagione 2023-24 con la Savino Del Bene.

### Nazionale
Viene convocata nella nazionale italiana under 16 nel 2017, vincendo la medaglia d'oro al campionato europeo. Nel 2018 fa parte della selezione under 17 e conquista l'argento al campionato continentale, mentre dal 2018 al 2020 è in quella under 19. Nel 2019 è nella nazionale under 18, con cui conquista la medaglia d'argento al campionato mondiale e, nel 2021, è in quella under 20, aggiudicandosi l'oro al campionato mondiale. Nel 2022 è chiamata nella nazionale under 21 e ottiene l'oro al campionato europeo.
Nel 2022 ottiene le prime convocazioni nella nazionale maggiore, con cui vince, nello stesso anno, la medaglia d'oro ai XIX Giochi del Mediterraneo. Nel 2025 conquista l'oro alla Volleyball Nations League.

## Palmarès

### Nazionale (competizioni minori)
- Campionato europeo under 16 2017
- Campionato europeo under 17 2018
- Campionato mondiale under 18 2019
- Campionato mondiale under 20 2021
- Giochi del Mediterraneo 2022
- Campionato europeo under 21 2022